# Жовтець розсічений
Жовтець розсічений (Ranunculus dissectus) — вид квіткових рослин з родини жовтецевих (Ranunculaceae).

## Біоморфологічна характеристика
Багаторічна трав'яниста рослина 10–20 см заввишки. Вся рослина запушена. Прикореневі листки 3-роздільні, з лінійно-ланцетними долями. Квітки золотаво-жовті, 2–3 см у діаметрі.

## Поширення
Поширення: Україна [Крим], Туреччина, Південний Кавказ, Іран.
В Україні вид росте на яйлах — у Криму.